# Mancomunidad de Municipios del Bajo Guadalquivir
La Mancomunidad de Municipios del Bajo Guadalquivir fue una institución creada en 1988 y disuelta en 2012 que integraba once localidades españolas de las provincias de Sevilla y Cádiz, en la comunidad autónoma de Andalucía. Dichas localidades son Utrera, Los Palacios y Villafranca, El Coronil, Los Molares, Las Cabezas de San Juan, El Cuervo de Sevilla, Lebrija, Trebujena, Sanlúcar de Barrameda, Rota y Chipiona, actuando, por lo tanto, en las comarcas del Bajo Guadalquivir y de la Costa Noroeste de Cádiz. Fue pionera en materia de agrupar servicios en su área de actuación. La componían más de 80 profesionales del mundo de la formación, educación, turismo, desarrollo rural, equipo arquitectura, servicios medioambientales, diseño, nuevas tecnología y servicios sociales realizando sus funciones dentro de su área geográfica de actuación.